# 체 (도구)

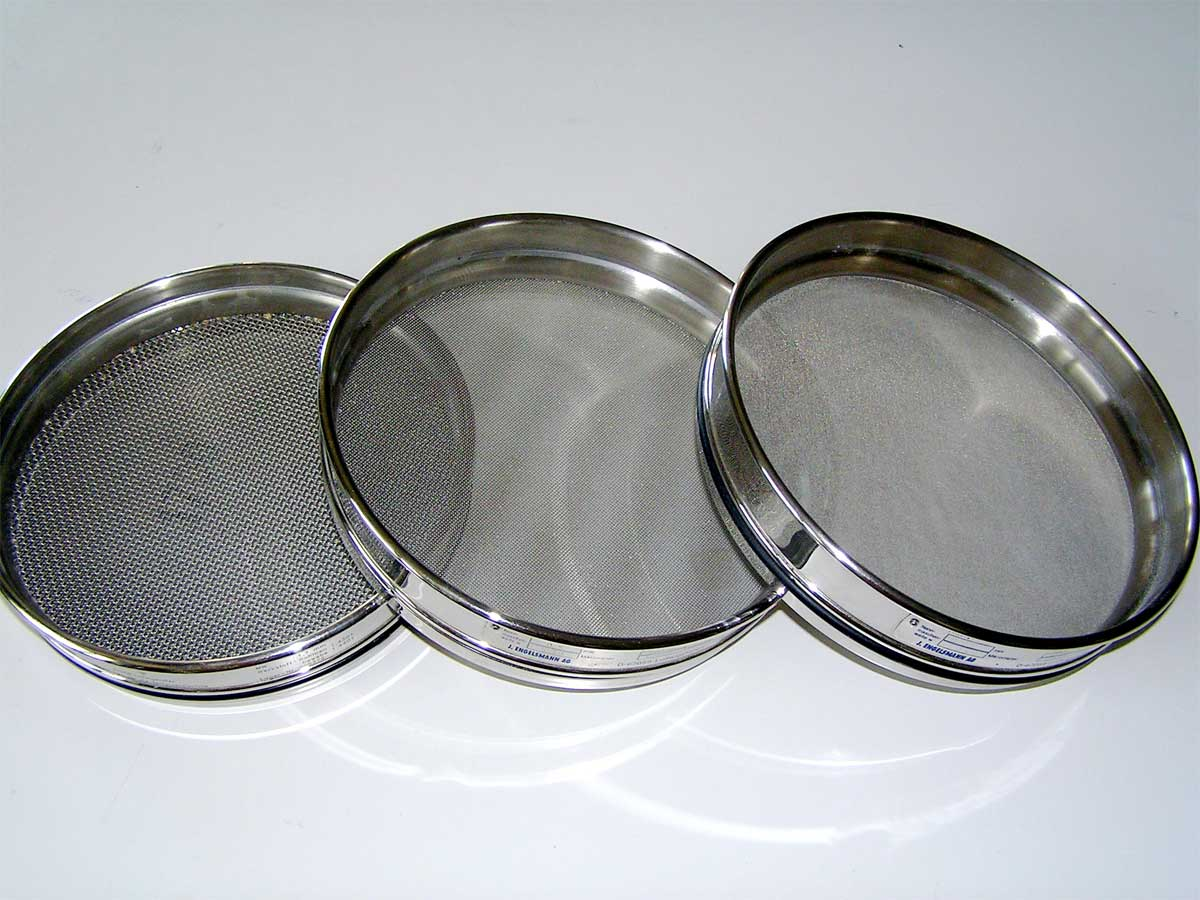
실험실용 금속제 체.

체는 가루를 곱게 치거나 액체를 거르는 데 쓰는 기구이다.
전통적인 체는 얇은 나무로 쳇바퀴를 만들고 쳇불을 메었다. 몸체인 쳇바퀴와 쳇바퀴 안쪽에 들어 있는 아들바퀴, 쳇바퀴에 메는 그물인 쳇불로 이루어져 있다. 쳇불 구멍의 크기에 따라 어레미·도디미·중게리·생루체·고운체 등으로 나뉜다.

## 같이 보기
- 체 분석